# 夹浦站
夹浦站是位于浙江省长兴县夹浦镇的一个铁路车站，邮政编码313109。车站建于2005年，有新长铁路经过该站，现仅办理货运业务，不办理客运业务，车站及其上下行区间未电气化。车站距离新沂站517公里，隶属上海铁路局无锡直属站，是四等站。